# Maria Dębska-Ślizień
Maria Alicja Dębska-Ślizień (ur. 1958) – polska lekarka, dr hab. nauk medycznych, profesor i kierownik Katedry i Kliniki Nefrologii, Transplantologii i Chorób Wewnętrznych Wydziału Lekarskiego Gdańskiego Uniwersytetu Medycznego, Ordynator tejże Kliniki. 

## Życiorys
W 1992 obroniła pracę doktorską Wpływ rekombinowanej ludzkiej erytropoetyny na zmiany ilościowe i jakościowe układu czerwonokrwinkowego u chorych przewlekle hemodializowanych, 15 lutego 2001 habilitowała się na podstawie pracy zatytułowanej Zasoby karnityny, a zmiany ilościowe i jakościowe układu czerwonokrwinkowego, podczas terapii erytropoetyną i karnityną u chorych przewlekle hemodializowanych. 17 czerwca 2009 nadano jej tytuł profesora w zakresie nauk medycznych.
Została zatrudniona na stanowisku profesora zwyczajnego w Katedrze i Klinice Nefrologii, Transplantologii i Chorób Wewnętrznych na Wydziale Lekarskim z Oddziałem Stomatologicznym Gdańskiego Uniwersytetu Medycznego.
Piastuje funkcję profesora i kierownika Katedry i Kliniki Nefrologii, Transplantologii i Chorób Wewnętrznych Wydziału Lekarskiego Gdańskiego Uniwersytetu Medycznego i Ordynatora Kliniki Nefrologii, Transplantologii i Chorób Wewnętrznych Uniwersyteckiego Centrum Klinicznego w Gdańsku.
Jest Przewodniczącą Rady Nauk Medycznych na Wydziale Lekarskim Gdańskiego Uniwersytetu Medycznego, Prezesem Polskiego Towarzystwa Transplantacyjnego (kadencja 2021-2023) oraz członkiem zarządu Polskiego Towarzystwa Nefrologicznego.

## Odznaczenia
- Srebrny Krzyż Zasługi (2010)[7]
- Złoty Krzyż Zasługi (2016)[8]